# Kustkuifbladroller
De kustkuifbladroller (Endothenia oblongana) is een nachtvlinder uit de familie van de bladrollers (Tortricidae). De soort hoort tot nauw verwante Endothenia-soorten die met moeite van elkaar kunnen worden onderscheiden.

## Waardplanten
De kustkuifbladroller heeft kruidachtige planten als waardplanten. De rups leeft vermoedelijk alleen in de wortels.

## Voorkomen in Nederland
De kustkuifbladroller is in Nederland een zeldzame soort, die voorkomt in de duinen van Noord- en Zuid-Holland. Er is in het verleden veel verwarring geweest over het voorkomen van deze soort, doordat vooraanstaande lepidopteristen meenden dat de kustkuifbladroller ten onrechte werd aangemerkt als in Nederland aangetroffen. Vast is komen te staan dat de soort in Nederland wel degelijk voorkomt. De soort vliegt van mei tot halverwege augustus.